# Лутц, Александр Юльевич
Александр Юльевич Лутц (1892 — после 1960) — русский лётчик, герой Первой мировой войны, участник Белого движения.

## Биография
Из дворян. Среднее образование получил в Житомирской 1-й гимназии, которую окончил в 1911 году.
По окончании Алексеевского военного училища в 1913 году выпущен был подпоручиком в 23-й саперный батальон. 14 февраля 1914 года переведен в 15-й саперный батальон. С началом Первой мировой войны был прикомандирован к Эскадре воздушных кораблей и назначен младшим механиком воздушного корабля «Илья Муромец-VI». Произведен в поручики 22 августа 1916 года. С 27 марта 1917 года исправлял должность помощника командира воздушного корабля «Илья Муромец-IV». Награждён Георгиевским оружием.
За то, что 18 июня 1917 года в районах д. д. Сарнике-Гурне и Юнашкув удачно произвел маневры среди 8-ми истребителей противника под сильным неприятельским огнем. Был ранен. Корабль получил до 20 пробоин, несмотря на это поручик Лутц не оставил штурвала и вывел свой корабль из расположения противника, хотя от потери крови и не мог довести корабль до своего аэродрома. Потеряв сознание, был у штурвала, пока его не заменил командир корабля.
В Гражданскую войну участвовал в Белом движении на Юге России в составе Донской и Русской армий. С 6 апреля 1918 года состоял членом приемной комиссии Донского авиационного парка. После Новороссийской эвакуации прибыл в Крым, в июле 1920 года был зачислен в резерв летчиков при Управлении начальника авиации. В августе 1920 года — младший механик 1-го авиационного генерала Алексеева отряда, состоял в отряде до эвакуации Крыма. За боевые отличия был произведен в капитаны.
В эмиграции во Франции. Работал на заводе Блерио, состоял членом Союза русских летчиков. Умер после 1960 года в Париже.

## Награды
- Орден Святого Станислава 3-й ст. с мечами и бантом (ВП 25.01.1916)
- Орден Святой Анны 4-й ст. с надписью «за храбрость» (ВП 17.05.1916)
- Орден Святой Анны 3-й ст. с мечами и бантом (ВП 14.08.1916)
- Орден Святой Анны 2-й ст. с мечами (ВП 9.10.1916)
- Орден Святого Станислава 2-й ст. с мечами (ВП 26.01.1917)
- Орден Святого Владимира 4-й ст. с мечами и бантом (ВП 10.02.1917)
- Георгиевское оружие (Приказ по 7-й армии № 1888 от 21.11.1917)